# Zemský a okresní soud (Užhorod)
Zemský a okresní soud je budova, ve které sídlí oblastní soud pro Zakarpatskou oblast. Nachází se na rohu ulic Narodna Plošča, Dovženka a Ferenca Rakoci v užhorodské části Malé Galago. Funkcionalistický palác, který zde zabírá plochu západní části uličního bloku, vznikl v meziválečném období, kdy byla tehdejší Podkarpatská Rus součástí Československé republiky. 

## Historie
Budova policejního ředitelství dříve pro Podkarpatskou Rus vznikla podle návrhu architekta Adolfa Libeschera. Stavební práce probíhaly v letech 1924–1928 a poté byla stavba předána do užívání. Protože je z celé čtvrti nejstarší (další administrativní budovy vznikly až v závěru 20. let, či v letech třicátých), tak se architektonicky odlišuje od okolní zástavby. Dvoupatrová budova má hlavní průčelí obrácené směrem k náměstí Narodna Plošča. Monumentální vstup je obložen dekorativním kamenem a zdobí jej dvě sochy.
Na původní budovu navazoval z východní strany (k ulici Braščajkiv) i obytný dům pro československé četníky, který byl dokončen roku 1928. Do vnitrobloku byla umístěna věznice, jejíž stavba byla dokončena v roce 1929. 
Při rekonstrukci po roce 1991 zde zanikly některé rysy typické pro československé stavby, které vznikly na území Ukrajiny. Až do 80. let 20. století sloužila stavba v téměř nezměněné podobě. Po dlouhou dobu sloužil také jako Dům odborových svazů.
V současné době budovu využívá pro účely soudu, který budovu získal po dlouhém sporu s odborovými organizacemi. Vzhledem k rozsáhlosti komplexů je také určen i pro řadu dalších úřadů Zakarpatské oblasti.